# Velký Grunov
Velký Grunov (německy Groß Grünau) je vesnice, část obce Brniště v okrese Česká Lípa. Nachází se asi 3 km na jih od Brniště. Je zde evidováno 130 adres. Trvale zde žije 427 obyvatel.
Velký Grunov je také název katastrálního území o rozloze 7,27 km2.

## Historie
První zmínka o obci je dle písemných pramenů z roku 1543, kdy Velký Grunov a nedaleký Luhov patřily majitelům hradu Vartenberka (Stráž pod Ralskem).

## Doprava

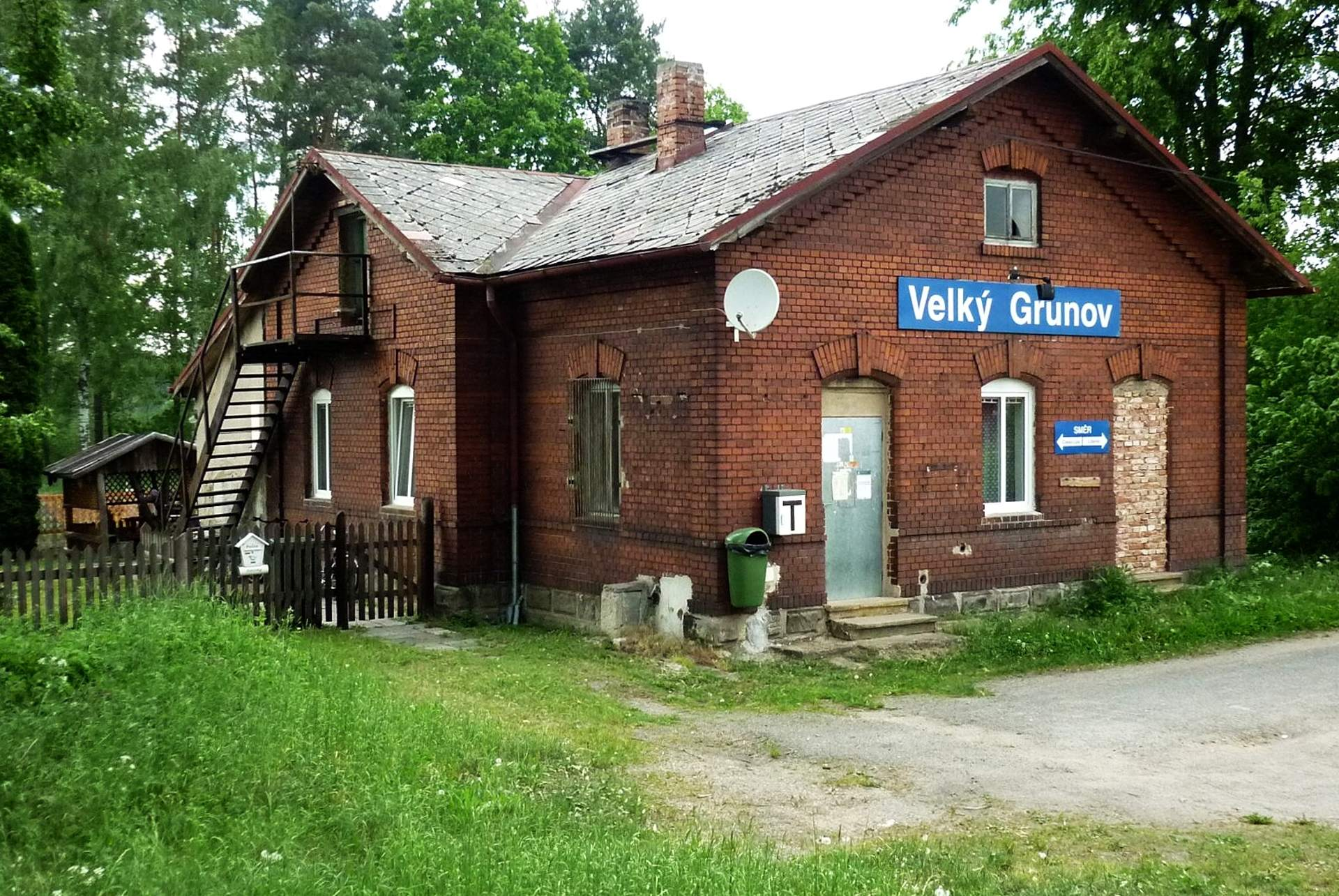
Téměř nepoužívaná železniční zastávka Velký Grunov

S Brništěm je obec spojena dvěma paralelními silnicemi, z nichž severní vede přes další připojenou část Hlemýždí. Ve vsi jsou tři autobusové zastávky meziměstské autobusové dopravy provozované ČSAD Česká Lípa mezi Mimoní a Brništěm. 
Přibližně 1 km východně od středu obce je vedena Železniční trať Liberec – Česká Lípa se zastávkou Velký Grunov. Dříve zde zastavovalo denně až 10 párů osobních vlaků, dle jízdního řádu 2021/2022 na zastávce Velký Grunov zastavuje pouze jediný vlak, v 5.58 hod. ráno spoj Českých drah Os 6600 Liberec - Děčín, a to jen na znamení nebo požádání.
Přes obec nevede žádná z pěších turistických značených cest, pouze od Hlemýždí po silnici cyklotrasa 3007. Ve vsi jsou dvě křižovatky silnic, na Kamenici u Zákup a do obce Noviny.

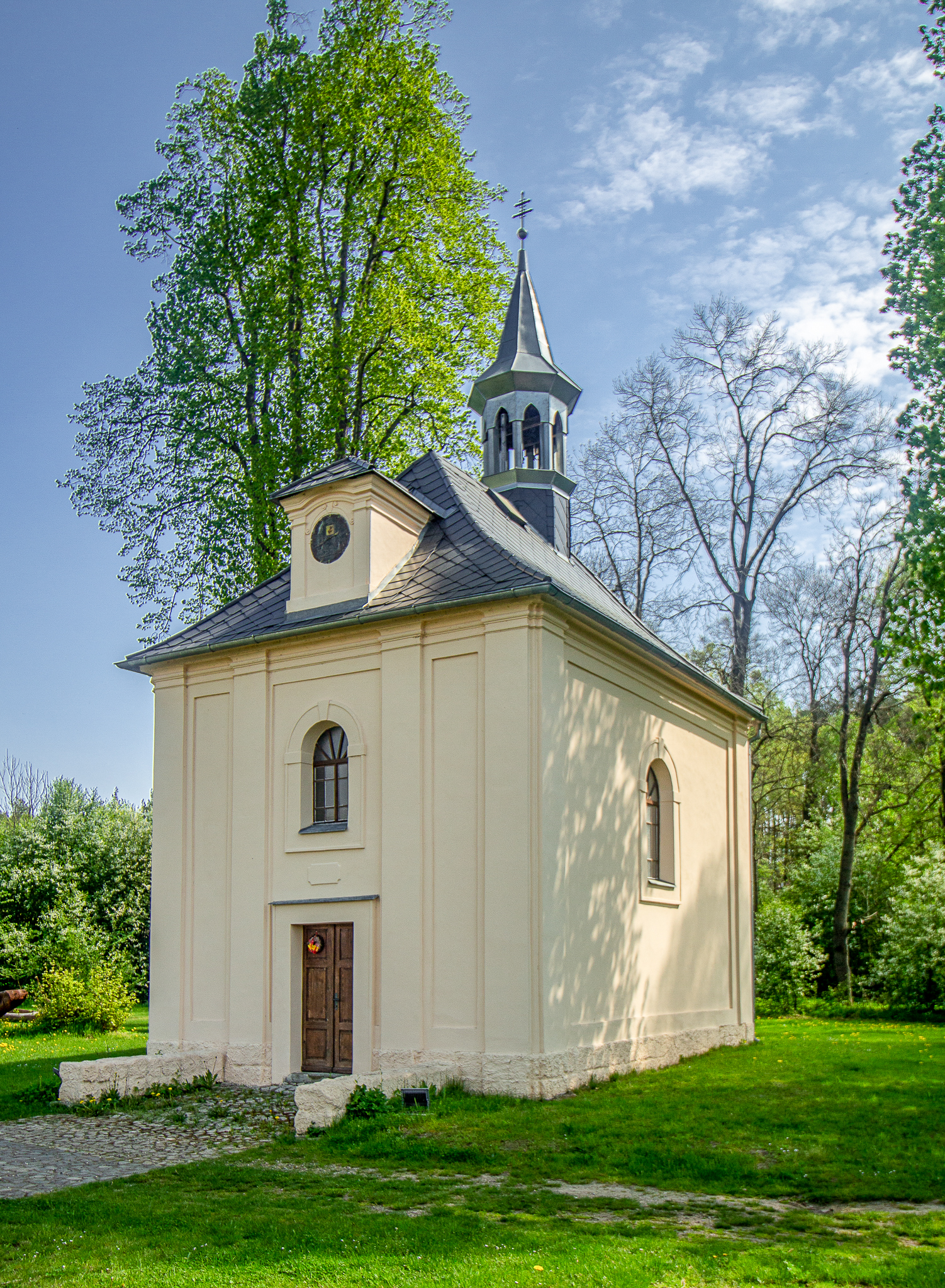
Kaple Navštívení Panny Marie ve Velkém Grunově

## Zajímavosti z obce

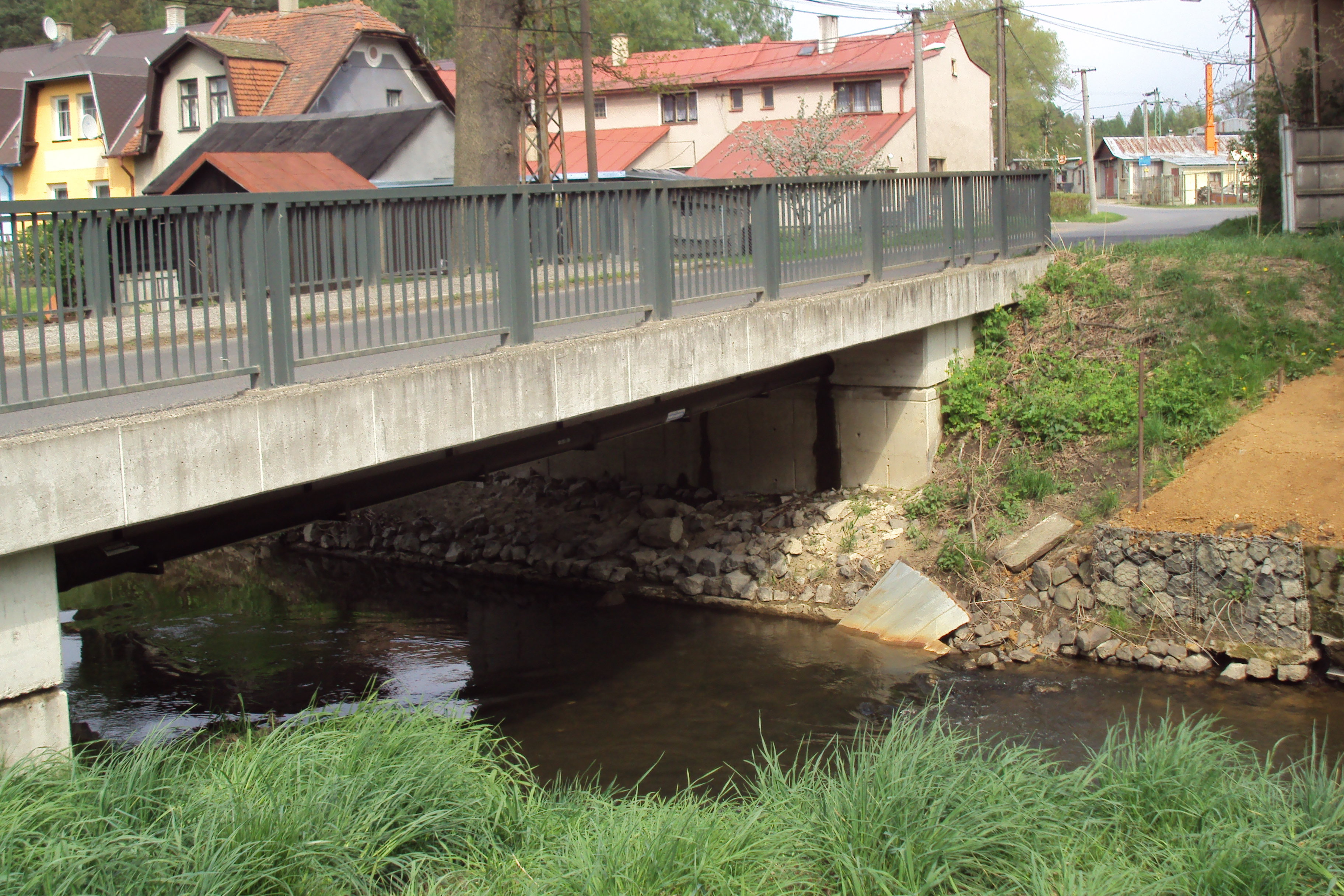
Most přes Panenský potok

V Grunově je pětitřídní obecná škola i mateřská školka. V sousedství školy je kaple, po silnici k vlakové zastávce je prázdný objekt továrny MITOP. Souběžně s průchozí silnicí teče Panenský potok, který spolu s bahnem z polí v obci způsobuje časté problémy. Je zde také památkově chráněná kaple Panny Marie.